# Кальенд, Урмас
Урмас Кальенд (эст. Urmas Kaljend; 24 июля 1964, Таллин) — советский и эстонский футболист, защитник. Выступал за национальную сборную Эстонии.

## Биография

### Клубная карьера
Начинал свою карьеру в командах первенства Эстонской ССР — «Ноорус» и «Норма». В 1983—1984 годах играл во второй лиге СССР в составе таллинского «ШВСМ». В 1985 году стал чемпионом Эстонской ССР в составе «Рыбокомбината» из Пярну. С 1986 года снова выступал в соревнованиях мастеров в составе таллинского клуба, переименованного к тому времени в «Спорт». Всего во второй советской лиге сыграл 176 матчей и забил 9 голов. В 1990 году играл в составе «Спорта» в чемпионате Прибалтики.
С 1990 года играл в низших дивизионах Финляндии за «Мариехамн», «Карккилан Палло», «Лохьян Палло». В 1993 году провёл 12 матчей в высшем дивизионе Финляндии за «Ильвес». Затем недолго играл в чемпионате Эстонии за «Тевалте» и «Норму», после этого в течение шести сезонов выступал в четвёртом дивизионе Финляндии за «Лохьян Палло». В конце карьеры играл за финский «Спартак» (Вуосаари).

### Карьера в сборной
Дебютировал в национальной сборной Эстонии 3 июня 1992 года, в первом официальном матче после восстановления независимости, против команды Словении, заменив в перерыве Меэлиса Линдмаа. Последний матч за национальную команду сыграл 26 октября 1994 года против сборной Финляндии.
Всего за сборную Эстонии сыграл 20 матчей, голов не забивал.